# Parkour ai Giochi mondiali 2022 - Freestyle femmminile
La gara del freestyle femminile di parkour ai Giochi mondiali 2022 si è svolta l'11 luglio 2022 a Birmingham.

## Risultati

### Qualificazioni
| Rank | Atleta           | Nazione     | Punteggio | Note |
| ---- | ---------------- | ----------- | --------- | ---- |
| 1    | Noa Man          | Paesi Bassi | 23.5      | Q    |
| 2    | Adela Merkova    | Rep. Ceca   | 20.5      | Q    |
| 3    | Miranda Tibbling | Svezia      | 20.5      | Q    |
| 4    | Hikari Izumi     | Giappone    | 18.0      | Q    |
| 5    | Reagan Anderson  | Stati Uniti | 15.0      | Q    |
| 6    | Anna Griukach    | Ucraina     | 14.0      | Q    |
| 7    | Stephania Zitis  | Australia   | 12.0      | Q    |

### Finale
| Rank | Atleta           | Nazione     | Punteggio |
| ---- | ---------------- | ----------- | --------- |
| 1    | Noa Man          | Paesi Bassi | 24.0      |
| 2    | Miranda Tibbling | Svezia      | 21.0      |
| 3    | Hikari Izumi     | Giappone    | 19.0      |
| 4    | Adela Merkova    | Rep. Ceca   | 19.0      |
| 5    | Reagan Anderson  | Stati Uniti | 16.0      |
| 6    | Anna Griukach    | Ucraina     | 15.5      |
| 7    | Stephania Zitis  | Australia   | 13.0      |